# Volna (fusée)
Pour les articles homonymes, voir Volna.
La fusée Volna est un missile balistique intercontinental R-29R de fabrication russe, reconverti en lanceur de satellite artificiel à bas coût. C'est la société russe State Rocket Center (SRC) qui l'a développé.
Elle possède trois étages avec une propulsion au propergol liquide. Cette fusée peut être lancée à partir d'un sous-marin de classe Delta ou des installations terrestres.

## Performance
En raison de sa plate-forme mobile de lancement, le lanceur Volna peut adopter différents angles d'inclinaison et pourrait accroître la performance de l'orbite terrestre basse par le lancement sur un site équatorial. À ce jour, tous les vols ont eu lieu à partir de la mer de Barents. À partir de ce site, le lanceur peut envoyer une charge utile de 100 kg à une orbite de 400 km d'altitude avec une inclinaison de 79°. 

## Lancement
- Le premier lancement de la fusée Volna a eu lieu au 6 juin 1995, selon la trajectoire suborbitale. La charge utile de ce vol était un satellite développé par l'Université de Brême (Allemagne).
- Le 20 juillet 2001, le deuxième vol a eu lieu avec un véhicule d'essai Cosmos 1 envoyant le premier voilier solaire. Le Volna a été lancé du sous-marin Borisoglebsk (classe Delta III) depuis la mer de Barents. Bien que le lanceur eut atteint l'orbite prévue, l'engin spatial ne s'est pas séparé. La commande de séparation n'a pas été donnée par le logiciel de vol à cause d'une anomalie.
- Le 12 juillet 2002, elle a été envoyée sur une orbite basse. Le lancement a eu lieu du Delta III sous-marin de classe K-44 Ryazan. En raison d'une défaillance dans le lanceur, la charge utile a été perdue et n'a pas atterri sur la zone prévue dans la péninsule du Kamtchatka.
- Le quatrième vol a eu lieu au 21 juin 2005, avec à bord la voile solaire Cosmos 1. Le lancement a eu lieu du sous-marin Borisoglebsk dans la mer de Barents. La sonde n'est pas parvenue à une orbite à cause du moteur du premier étage qui s'est éteint prématurément à 82,86 secondes au lieu de 100 secondes.
- Le 6 octobre 2005, elle a été lancée à partir du sous-marin Borisoglebsk dans la mer de Barents et a envoyé une sonde IRDT-2R sur une sous-trajectoire orbitale.